# Karel Křepelka
Karel Křepelka (30. ledna 1946 Frýdlant – 13. dubna 1999 Brno) byl český básník a literární kritik. Je považován za jednu z nejpozoruhodnějších postav české literatury poslední dekády 20. století.

## Život
Narodil se coby nemanželské dítě do rodiny úřednice z Brna. Jeho těhotná matka krátce před porodem svého syna odjela do severních Čech, do Frýdlantu, kde se Karel narodil. Posléze se ale vrátili zpět do jihomoravské metropole, kde Křepelka vychodil základní školu a posléze rovněž tamní Střední všeobecně vzdělávací školu, kterou absolvoval roku 1964. Následně po tři roky pokračoval ve vysokoškolském studiu na Filozofické fakultě Univerzity Jana Evangelisty Purkyně, a to obor český jazyk a dějepis. Od roku 1967 se přátelil s umělcem Bohuslavem Reynkem, následkem jehož působení začal Křepelka pochybovat o smyslu vlastního studia a vysokou školu následně – ještě před jejím dokončením – opustil.
Nastoupil na brigádu do brněnské zoologické zahrady, kterou ale musel kvůli povolávacímu rozkazu na vojnu ukončit. Dvouletou základní vojenskou službu absolvoval v letech 1967 až 1969 nejprve v Písku a posléze ve vojenském prostoru Boletice. Po jejím skončení opětovně nastoupil roku 1969 na vysokou školu, tentokrát však na teologický obor, jenž studoval na olomoucké Cyrilometodějské teologické fakultě Univerzity Palackého. Již následující rok (1970) ale studií zanechal a vrátil se do brněnské zoologické zahrady, kde jako ošetřovatel zvířat pracoval do roku 1973. Následně střídal různé dělnické profese, takže byl stavebním dělníkem v Praze, zaměstnancem vlakové pošty v Brně a ve stejném městě poté dezinfektorem v tamní Dětské nemocnici, dále lesním dělníkem či chemigraf v tiskárně Rudého práva.
Od sedmdesátých let 20. století byl několikrát hospitalizován v psychiatrické léčebně v brněnských Bohunicích. Po úmrtí Bohuslava Reynka, který skonal 28. září 1971, měl výrazný vliv na Křepelkovu tvorbu Klement Bochořák, s nímž se přátelil a stal se rovněž kmotrem Křepelkových synů z jeho prvního manželství. V polovině osmdesátých let 20. století pracoval Křepelka v podniku Tisk v Brně na pozici tiskárenského dělníka. Po sametové revoluci se roku 1990 stal předsedou redakční rady časopisu Host, odkud následující rok přešel do revue Proglas, pro kterou pracoval jako její redaktor. Zemřel na rakovinu plic.